# Aenigmathura lifouensis
Aenigmathura lifouensis är en kräftdjursart som beskrevs av Negoescu 1994. Aenigmathura lifouensis ingår i släktet Aenigmathura och familjen Leptanthuridae. Inga underarter finns listade i Catalogue of Life.